# 蘇湛
蘇 湛（そ たん、生没年不詳）は、北魏の官僚。字は景儁。本貫は武功郡。魏の侍中蘇則の後裔にあたる。

## 経歴
若くして兄の蘇亮とともに西方の地で名を知られた。二十数歳で秀才に挙げられ、奉朝請に任じられた。侍御史を兼ね、員外散騎侍郎の位を加えられた。524年（正光5年）、蕭宝寅が莫折念生の乱を討つべく西征すると、蘇湛はその下で行台郎中をつとめた。527年（孝昌3年）、蕭宝寅が反乱を計画したとき、蘇湛は家で病床に伏せっていた。蕭宝寅が蘇湛の母方の叔父である天水の姜倹を派遣して、反乱への同調を求めたが、蘇湛は反乱の失敗を予見し、説得に応じようとしなかった。蕭宝寅は蘇湛を重んじていたため、自分の下につかないと察すると、武功郡に帰らせた。はたして蕭宝寅は蘇湛の予見通りに敗れた。
528年（建義元年）、孝荘帝が即位すると、蘇湛は尚書郎として召された。孝荘帝はかつて蘇湛が蕭宝寅の誘いを断ったときの美辞を褒めたが、蘇湛は蕭宝寅に節義を守らせることができなかったのが自分の罪であると言って頭を垂れた。この応答が孝荘帝に喜ばれ、蘇湛は散騎侍郎の位を加えられた。まもなく中書侍郎に転じた。
孝武帝の初年、病のため郷里に帰り、家で死去した。散騎常侍・鎮西将軍・雍州刺史の位を追贈された。

## 家族
- 祖父：蘇権[12]（中書侍郎、玉門郡太守）[13][14]
- 父：蘇祐[15][5][3]（秦州撫軍府司馬[16]、泰山郡太守[13][14]）
- 兄：蘇亮（字は景順）[13][17]
- 弟：蘇譲（字は景恕、武都郡太守、衛将軍・南汾州刺史）[18][10]

## 伝記資料
- 『魏書』巻45 列伝第33
- 『周書』巻38 列伝第30
- 『北史』巻63 列伝第51